# 纳瓦里达斯
纳瓦里达斯（西班牙語：Navaridas）是西班牙巴斯克自治区阿拉瓦省的一个市镇。总面积9km²，总人口223人（2001年），人口密度25人/km²。